# Acacia aristulata
Acacia aristulata är en ärtväxtart som beskrevs av Bruce R. Maslin. Acacia aristulata ingår i släktet akacior, och familjen ärtväxter. Inga underarter finns listade i Catalogue of Life.